# Chauliodus sloani
Espèce
Le poisson-vipère de Sloane, chauliode de Sloane ou chauliode lumineux (Chauliodus sloani) est une espèce de « poissons-vipères » de la famille des stomiidés.

## Description

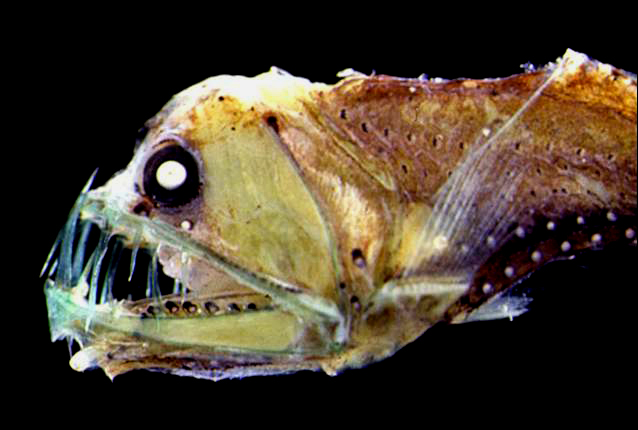
Chauliodus sloani, détroit de Messine.

C'est un poisson abyssal de forme très allongée, aux grands yeux, aux mâchoires garnies de longues dents recourbées. Ses dents, fines, grandes et tranchantes, l'empêchent de fermer la bouche.
Il mesure de 20 à 35 cm de longueur. Son estomac, comme celui de beaucoup d'espèces abyssales, est très extensible, ce qui lui permet d'avaler des proies (souvent des céphalopodes) aussi grandes que lui, pour les digérer ensuite dans quelque anfractuosité durant des semaines. Ses photophores semblent servir surtout pour la pariade.

## Habitat, répartition
Il vit entre 200 et 4 700 m de profondeur.
Dans le monde des poissons, le Chauliode de Sloane est l'espèce géographiquement la plus répandue sur la planète ; il a été retrouvé dans plus d’un quart des eaux (en zones tropicales et subtropicales) de la planète, à des profondeurs atteignant 2 500 m.